# Gangli nerviós
En anatomia, un gangli nerviós és un conjunt de cèl·lules nervioses o un grup de cossos nerviosos ubicats al sistema nerviós autònom i al sistema sensorial. Dits cossos representen el soma o pericarion cel·lular neuronal, format pel nucli i les seves prolongacions dentrítiques. Els ganglis nerviosos contenen els cossos de les cèl·lules dels nervis aferents i els nervis eferents. Al voltant dels cossos neuronals dels ganglis cranials, espinals i autonòmics del SNP es troben les cèl·lules satèl·lits o capsulars (un tipus de cèl·lula glial); les quals proporcionen nutrició, suport i protecció a dits cossos. Generalment, una capa quasi complerta d'aquestes cèl·lules separa les neurones ganglionars del teixit connectiu no neural i de les estructures vasculars. El nombre de cèl·lules satèl·lits als ganglis nerviosos augmenta en cas de lesió neuronal, sigui d'origen infecciós o degeneratiu.
Un pseudogangli nerviós s'assembla a un gangli nerviós, però només té fibres nervioses i no té cossos de cèl·lules nervioses.
Per influència del terme anglès ganglion, sovint es confon 'gangli nerviós' amb 'ganglió' (un tipus de quist que apareix al voltant de les articulacions o els tendons de la mà o del peu).

## Neurologia

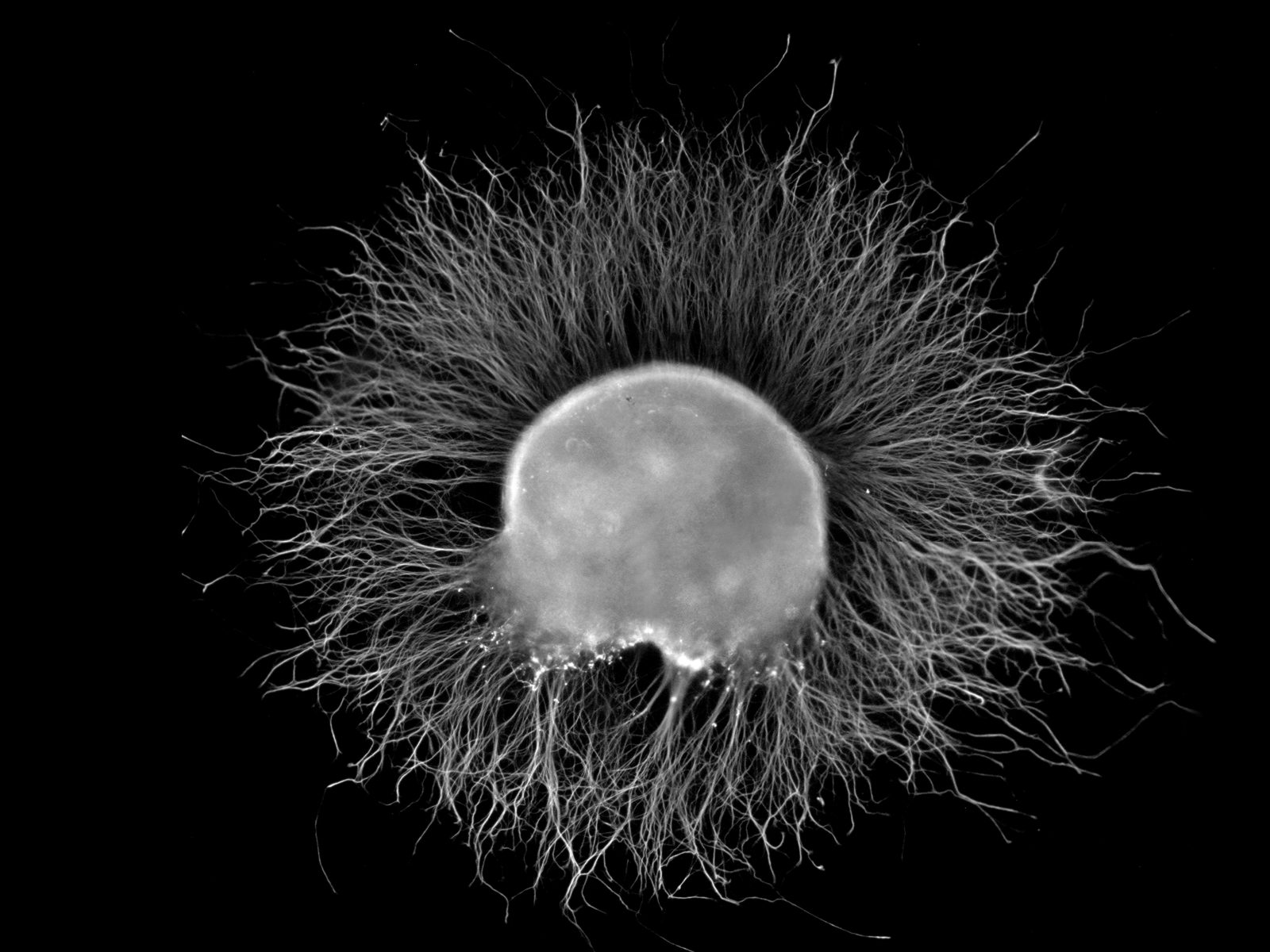
Un gangli espinal d'un embrió de pollastre (al voltant de l'etapa del dia 7) després de la incubació durant la nit enmig del factor de creixement nerviós tenyit amb anticossos antineurofilamentosos. Tingueu en compte que els axons creixen fora del gangli nerviós.

En un context neurològic, els ganglis nerviosos estan formats principalment per estructures somàtiques (el soma o pericarion és la part de la neurona que conté el nucli i el citoplasma) i dendrítiques que s'adjunten o connecten. Els ganglis nerviosos se solen interconnectar amb altres ganglis per formar un sistema complex de ganglis conegut com un plexe nerviós. Els ganglis nerviosos proporcionen punts de relleu i connexions intermediàries entre diferents estructures neurològiques del cos, com ara els sistemes nerviosos perifèrics i centrals.
Els somes de les cèl·lules ganglionars més grans tenen prolongacions de conducció ràpida que transmeten informació tàctil i propioceptiva, mentre que els somes més petits (molt menys nombrosos) posseeixen fibres que porten la informació termoalgèsica (temperatura i dolor).
Entre els vertebrats hi ha tres grups principals de ganglis nerviosos:
- Els ganglis espinals contenen els cossos cel·lulars de les neurones sensorials (aferents).[6]
- Els ganglis nerviosos cranials contenen els cossos cel·lulars de les neurones nervioses cranials.[7]
- Els ganglis autònoms contenen els cossos cel·lulars dels nervis autònoms.[8]

En el sistema nerviós autònom, les fibres del sistema nerviós central als ganglis nerviosos es coneixen com a fibres preganglionars, mentre que les dels ganglis a l'òrgan efector se'n diuen fibres postganglionars.

### Ganglis basals
El terme "gangli nerviós" fa referència habitualment als que existeixen en el sistema nerviós perifèric. Tanmateix, en el cervell (part del sistema nerviós central), els "ganglis basals", o nuclis basals, són un grup de nuclis que s'interconnecten amb el còrtex cerebral, el tàlem i el tronc de l'encèfal, associats a diverses funcions: el control motor, la cognició, les emocions i l'aprenentatge.
En part a causa d'aquesta ambigüitat, la Terminologia Anatomica recomana utilitzar el terme nuclis basals en comptes de ganglis basals. Aquest ús, però, no s'ha adoptat de forma general.

### Pseudogangli nerviós
Un pseudogangli nerviós és un engrossiment localitzat de la part principal o tronc d'un nervi que té l'aparença d'un gangli nerviós però té només les fibres nervioses i no hi ha cossos de cèl·lules nervioses.
Els pseudoganglis nerviosos es troben en el múscul rodó menor, la branca posterior interòssia del nervi radial (anomenats en aquest cas ganglions d'Acrel), el nervi medià, el nervi tibial anterior o el nervi cutani lateral de la cuixa, per exemple. Depenent de la seva localització són una causa potencial de neuropaties compressives.